# Łobzowo (Kołczygłowy)
Łobzowo (deutsch Seehof, früher auch Klein-Seehof) ist ein Dorf in der Landgemeinde Kołczygłowy (Alt Kolziglow) im Powiat Bytowski der  polnischen Woiwodschaft Pommern.

## Geographische Lage
Das Dorf liegt in Hinterpommern, etwa 22 Kilometer nordöstlich von Miastko (Rummelsburg i. Pom.), 18 Kilometer westsüdwestlich von Bytów (Bütow) und drei Kilometer südlich des Dorfs Łubno (Lubben).
Auf der Gemarkung des Dorfs entspringt der Krumme Bach, der nördlich des Dorfkerns den Grenz-See durchfließt und dann weiter nach Norden fließt.

## Geschichte

Seehof, nordöstlich von Rummelsburg und südlich des Dorfs Lubben, auf einer Landkarte von 1915

Nachdem George Ewald von Puttkamer die alten Puttkamerschen Lehne Lubben, Seehof und Jassonke (Alt Jassonka) von seinem Vater, Rüdiger von Puttkamer, geerbt und um die Mitte des 18. Jahrhunderts dem Christoph Albrecht von Erxleben verkauft hatte, gingen sie nach dessen Tod in Konkurs und wurden am 26. Juni 1758 von den Gläubigern erblich dem Rittmeister und späteren Landrat Balthasar Ludwig von Wobeser verkauft, der auf Lubben seinen Wohnsitz nahm und dort noch 1782 wohnte. Laut Vasallen-Tabelle befand sich um 1804 der 45 Jahre alte Leopold von Gersdorff, Rittmeister a. D., im Besitz des Guts Lubben mit Vorwerk Seehof und Jassonke. Um 1862 befand sich das inzwischen allodifizierte Rittergut Seehof im Besitz eines Herrn Köppen, der es 1855 gekauft hatte.
Um 1884 besaß das Rittergut Seehof ein Herr Scheunemann, um 1892 ein Herr Bannier in Stolp.
Letzterer verkaufte das Gut zum Zweck der Parzellierung, und es wurden Rentengüter geschaffen.
Am 28. November 1906 wurde der Gutsbezirk Seehof in eine Landgemeinde gleichen Namens umgewandelt.
Am 1. Dezember 1913 wurden auf der 390,7 Hektar großen Gemarkungsfläche der Landgemeinde Seehof 22 viehhaltende Haushaltungen gezählt, die zusammen  31 Pferde, 132 Stück Rindvieh, sechs Schafe und 183 Stück Borstenvieh hielten.
Anfang der 1930er Jahre hatte die Landgemeinde Seehof eine Flächengröße von 3,9 km². Innerhalb der Gemeindegrenzen standen insgesamt 19 bewohnte Wohnhäuser an zwei verschiedenen Wohnstätten:
1. Putsch
2. Seehof

Die Landgemeinde Seehof gehörte im Jahr 1945 zum Landkreis Rummelsburg im Regierungsbezirk Köslin der preußischen Provinz Pommern des Deutschen Reichs und war dem Amtsbezirk Lubben zugeordnet. Das Standesamt befand sich in Lubben.
Gegen Ende des Zweiten Weltkriegs wurde Seehof Anfang März 1945 von der Roten Armee besetzt.
Anschließend wurde Seehof zusammen mit ganz Hinterpommern von der Sowjetunion der Volksrepublik Polen zur Verwaltung überlassen. In der Folgezeit wurde die einheimische Bevölkerung von der polnischen Administration aus Seehof vertrieben. Der Ortsname Seehof wurde zu „Łobzowo“ polonisiert.

### Demographie
| Jahr | Einwohner | Anmerkungen |
| ---- | --------- | --- |
| 1782 | –         | Vorwerk, auch Kuhpächterei Seehof genannt, auf der Feldmark des adligen Guts Lubben, mit zwei Bauernhöfen und drei dabei neu angelegten Ackerwerken und sechs Neusiedlerfamilien, zu Lubben in der Stolpschen Synode eingepfarrt |
| 1818 | 04        | adliges Vorwerk, zu Lubben eingepfarrt |
| 1852 | 245       | Rittergut |
| 1864 | 213       | am 3. Dezember, Gutsbezirk mit Vorwerk Louisenhof und einem Flächeninhalt von 2288,06 Morgen |
| 1867 | 201       | am 3. Dezember, Gutsbezirk |
| 1871 | 195       | am 1. Dezember, Gutsbezirk, davon 194 Evangelische und ein Katholik |
| 1885 | 244       | am 1. Dezember, Gutsbezirk mit einem Flächeninhalt von 584 Hektar, sämtlich Evangelische. |
| 1895 | 222       | am 2. Dezember, Gutsbezirk mit einem Flächeninhalt von 581,7 Hektar, davon 218 Evangelische, ein Katholik und drei Juden |
| 1910 | 136       | am 1. Dezember |
| 1925 | 143       | darunter 139 Evangelische und vier Katholiken |
| 1933 | 147       | [ 17 ] |
| 1939 | 179       | [ 17 ] |

## Kirche

### Kirchspiel bis 1945
Die vor 1945 in Seehof anwesenden Dorfbewohner waren größtenteils evangelischer Konfession. Die evangelischen Einwohner waren in Lubben
eingepfarrt und gehörten zum evangelischen Kirchspiel Alt Kolziglow im Kirchenkreis Schlawe in der Kirchenprovinz Pommern der Evangelischen Kirche der Altpreußischen Union.
Ds katholische Kirchspiel war in Rummelsburg i. Pom.

### Kirchspiel seit 1946
Die seit 1945 und Vertreibung der Einheimischen hier lebende polnische Dorfbevölkerung ist größtenteils römisch-katholisch und gehört der Römisch-katholischen Kirche in Polen an.
Hier lebenden evangelische Kirchenglieder werden von der Evangelisch-Augsburgischen Kirche in Polen betreut. Das zuständige Pfarramt ist das der Kreuzkirche in Słupsk (Stolp).